# Chmura (meteorologia)
Chmury – obserwowane w atmosferze skupiska kondensatów substancji występującej w postaci pary. W atmosferze ziemskiej jest to para wodna. Ochładzanie zmniejsza prężność pary nasyconej, osiągnięcie temperatury punktu rosy powoduje nasycenie pary wodnej (saturację), dalsze ochładzanie wywołuje przesycenie i kondensację. Kondensacja i parowanie (w przypadku chmur wodnych) oraz depozycja i sublimacja (w przypadku chmur lodowych) zachodzą w atmosferze na chmurowych lub lodowych jądrach (zarodkach) nukleacji.

## Fizyka chmur

Rodzaje chmur

Chmury będące obiektami badania fizyki chmur to zbiorowiska unoszących się w powietrzu cząstek w postaci kropelek wody,  kryształków lodu albo ich mieszaniny.
Fizykę chmur można podzielić na trzy działy, w zależności od sposobu podejścia do obiektu badań. Są to: mikrofizyka chmur, makrofizyka chmur i fizyka układów chmurowych. Do fizyki chmur włącza się też fizykę opadów, tj. cząstek (kropli wody lub bryłek lodu) tak dużych, że nie można zaniedbać ich, następującego pod wpływem siły ciężkości, ruchu względem powietrza. Mikrofizyka chmur jest fizyką pojedynczej cząstki chmurowej lub dyskretnego zbioru takich indywidualnych cząstek w ich wzajemnym oddziaływaniu. Makrofizyka chmur traktuje chmurę jako ośrodek ciągły (taki jak gaz lub ciecz, abstrahując od jej mikrostruktury kropelkowej lub kryształkowej), charakteryzowany przez zmienne zależne od punktu w przestrzeni i czasie. Realną interpretacją punktu w przestrzeni i czasie jest, tak jak w klasycznej teorii ośrodków ciągłych, pewna skończona objętość przestrzenna i skończony przedział czasu, których kształt i wielkość zależy od przyjętej skali opisu. W ujęciu makrofizycznym chmurę charakteryzuje, poza ogólnofizycznymi wielkościami, takimi jak temperatura, ciśnienie, prędkość ruchu itp., wielkość zwana wodnością, określająca masę ciekłej wody zawartej w jednostce objętości powietrza. Pojęcie wodności można też odnosić tylko do określonej frakcji wody chmurowej lub opadowej. Przez wodę chmurową rozumiemy tę część zawartej w chmurze wody, dla której można zaniedbać jej ruch względem powietrza i traktować jako swego rodzaju składnik gazowy, w odróżnieniu od wody opadowej, która może się względem powietrza przemieszczać pod działaniem grawitacji. W odniesieniu do chmur lodowych lub mieszanych można by mówić o lodności, ale ten termin nie jest przyjęty w języku polskim. Poza szeroko rozumianymi fizycznymi własnościami chmury, makrofizyka chmur zajmuje się również morfologiczną strukturą różnych typów chmur oraz mechanizmami ich powstawania i ewolucji. Fizyka układów chmurowych zajmuje się zespołami indywidualnych chmur, tworzącymi się pod wpływem procesów meteorologicznych niezależnych od chmur lub jako wynik ich samoorganizacji. Zajmuje się takimi zjawiskami, jak widoczne na obrazach satelitarnych struktury falowe, pola komórek konwekcyjnych, ścieżki i grzędy chmur konwekcyjnych, mezoskalowe kompleksy konwekcyjne, układy chmur frontowych itp. Jest to więc dziedzina na pograniczu fizyki chmur i mezometeorologii lub ogólnie meteorologii dynamicznej. Obrazowo mówiąc, mikrofizyka chmur jest fizyką chmury widzianej przez mikroskop, makrofizyka – fizyką chmury oglądanej „nieuzbrojonym okiem” z powierzchni Ziemi lub pokładu samolotu, zaś fizyka układów chmurowych – fizyką chmur widzianych ze sztucznego satelity Ziemi lub na ekranie radaru.

### Organizacja chmur i mgieł

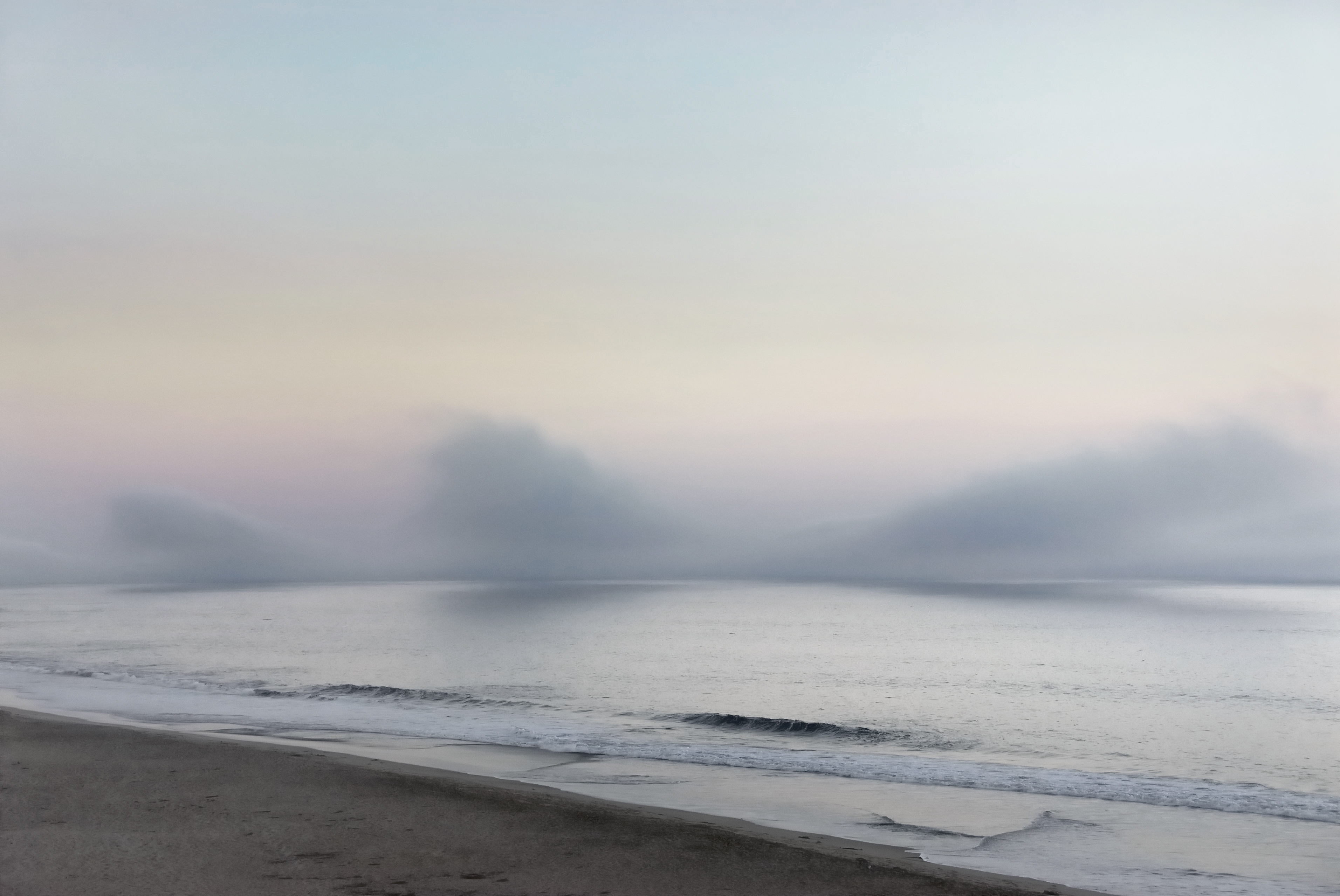
Rolki nisko leżącego stratusa zaobserwowane w Half Moon Bay w Kalifornii

Chmury lub mgły organizują się w specyficzne struktury takie jak otwarte i zamknięte komórki konwekcyjne, uliczki chmur, podłużne i poprzeczne rolki i inne, na skutek ruchu mas powietrza. Tego typu organizacja jest zazwyczaj obserwowana na zdjęciach satelitarnych lub lotniczych nad oceanami. Rodzaj organizacji zależy od wysokości warstwy granicznej, stabilności kolumny atmosferycznej, prędkości wiatru, pionowego profilu wiatru. Za organizację chmur i mgieł często odpowiedzialne są fale atmosferyczne. Zjawisko przypomina także komórki Bénarda obserwowane w warunkach laboratoryjnych.
Zjawiskami tymi zajmują się nie tylko meteorolodzy, ale także żeglarze klas olimpijskich, dla których oscylacje wiatru w skali kilku minut są istotne. Np. wiatr pulsujący związany jest z poprzecznymi rolkami chmurowymi, wiatr oscylujący związany jest z rolkami podłużnymi.

### Podział chmur
Chmury można podzielić na różne sposoby:
- ze względu na wysokość występowania – wg pięter – na:
  - chmury niskie,
  - chmury średnie,
  - chmury wysokie;
- ze względu na kształt na:
  - chmury kłębiaste,
  - chmury warstwowe,
  - chmury pierzaste;
- ze względu na budowę wewnętrzną:
  - chmury o rozciągłości poziomej,
  - chmury rozbudowane w pionie (np. cumulus, cumulonimbus);
- ze względu na sposób powstania:
  - chmury falowe (np. stratus)
  - chmury konwekcyjne (np. cumulus)
  - chmury frontowe (np. altostratus).

Typologia ta obejmuje chmury występujące w troposferze. Oprócz nich w regionach polarnych występują chmury położone w wyższych warstwach atmosfery. Na wysokości 15–25 km, w stratosferze występują polarne chmury stratosferyczne, do których zalicza się obłoki perłowe. Na wysokościach 75–85 km ponad powierzchnią ziemi, w mezosferze występują obłoki srebrzyste.

### Nazewnictwo chmur
Pierwsza klasyfikacja chmur opublikowana została przez Luke’a Howarda w 1803. Znanych jest wiele rozmaitych odmian podstawowych rodzajów chmur. Odmiany te zostały skatalogowane w dziele „Międzynarodowy atlas chmur” opublikowanym przez Światową Organizację Meteorologiczną. Atlas został zaktualizowany i opracowany w wersji multimedialnej w 2017 r.
Analogicznie jak w nomenklaturze botanicznej i zoologicznej łacińskie nazwy rodzajów zapisywane są od wielkiej litery, określenia gatunkowe od małej. Takie łacińskie zapisy jednostek systematycznych (rodzaj i gatunek, ewentualnie też odmiana) tekście wyróżniane są kursywą (np.: Cirrocumulus stratiformis lacunosus, tzn. chmury kłębiaste pierzaste w kształcie warstwy przypominającej plaster miodu). 
W języku polskim, m.in. w podręcznikach, używane są odpowiedniki polskie nazw łacińskich. Ponadto stosuje zapożyczenia łacińskie, pisane od małej litery (np.: cirrocumulus, cirrocumulusy).
| Rodzaj chmur | Wysokość podstawy w km  | Zasięg pionowy                                       | p        |
| --- | ----------------------- | ---------------------------------------------------- | -------- |
| Chmury wysokie Pierzaste – Cirrus (Ci) Pierzaste warstwowe – Cirrostratus (Cs) Pierzaste kłębiaste – Cirrocumulus (Cc)             | 7–10 6–8                | od setek m do kilku km od 0,1 do kilku km 0,2–0,4 km | 0        |
| Chmury średnie Średnie warstwowe – Altostratus (As) Średnie kłębiaste – Altocumulus (Ac)                                           | 3–5 2–6                 | 0,2–0,7 km 1–2 km                                    | 2 14     |
| Chmury niskie Kłębiaste warstwowe – Stratocumulus (Sc) Warstwowe – Stratus (St)                                                    | 0,1–1,0 0,6–1,5 0,1–0,7 | do kilku km 0,2–0,8 km                               | 56 13 11 |
| Chmura o budowie pionowej Warstwowe deszczowe – Nimbostratus (Ns) Kłębiaste – Cumulus (Cu) Kłębiaste deszczowe – Cumulonimbus (Cb) | 0,2-0,5 0,6–2,5 0,4–2,5 | od setek m do kilku km od kilku km do tropopauzy     | 0 4      |

## Lista rodzajów i wybranych gatunków chmur, z czterech rodzin (pięter)

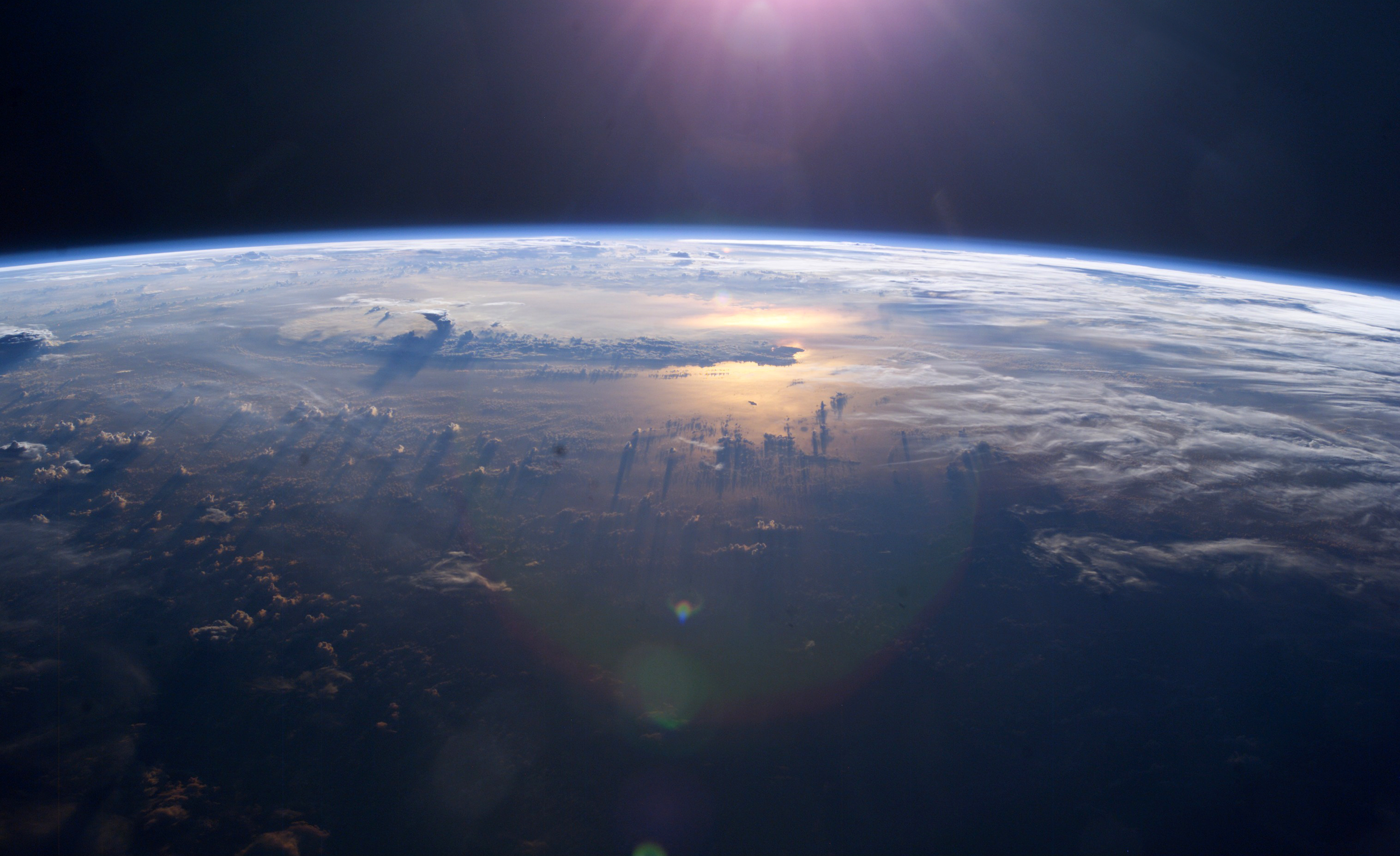
Zachód Słońca nad Oceanem Spokojnym obserwowany z Międzynarodowej Stacji Kosmicznej

- Wysokie
  -  Cirrus – chmury pierzaste
  -  Cirrostratus – chmura pierzasto-warstwowa
  -  Cirrocumulus – chmury pierzasto-kłębiaste, tzw. „baranki”, jeden z rodzajów chmur lodowych

- Średnie
  -  Altostratus – chmura średnia warstwowa, o mieszanym składzie
  -  Altocumulus – chmury średnie kłębiaste
    -  Altocumulus lenticularis – chmura średnia kłębiasta soczewkowata (lub o kształcie wrzecionowatym), składająca się z przechłodzonej wody

- Niskie
  -  Stratocumulus – chmura kłębiasto-warstwowa – chmura piętra niskiego, zbudowana z kropelek wody
  -  Stratus, łac. ‘rozciągnięty’ – chmura warstwowa, w przypadku dużej grubości dająca gęstą, szarą okrywę, może obniżyć się do podłoża atmosfery jako mgła

- Niskie z pewnymi cechami budowy pionowej
  -  Nimbostratus – chmura deszczowa bądź śniegowa – dość ciemna, gęsta chmura o składzie mieszanym, o rozciągłości nieraz dziesiątków kilometrów
  -  Cumulus – chmura kłębiasta – chmura piętra niskiego z płaską podstawą, wypiętrzająca się w górę w wyniku ruchów konwekcyjnych
    - Cumulus fractus – chmura kłębiasta powstała w wyniku rozpadu innego cumulusa
    - Cumulus humilis – chmura kłębiasta pięknej pogody, gatunek o stosunkowo płaskiej górnej powierzchni, większej szerokości niż wysokości
    - Cumulus mediocris – chmura kłębiasta średniej wielkości z szarą podstawą, może powodować przelotne opady o niskiej intensywności

- Niskie o wyraźnych cechach budowy pionowej
  -  Cumulus – chmura kłębiasta
    - Cumulus congestus – chmura kłębiasta wyraźnie wypiętrzona z szarą podstawą, może powodować przelotne opady o zwiększonej intensywności

  -  Cumulonimbus – chmura kłębiasto-deszczowa, która może przekształcić się w gatunek chmury burzowej, a wtedy posiada w górnej części kowadło (łac. incus), zbudowane z kryształków lodu

## Zestawienie informacji na temat 10 rodzajów chmur
| Nazwa międzynarodowa | Skrót nazwy | Polska nazwa rodzaju chmury              | Piętro występowania w troposferze        | Oznaczenie graficzne | Przykład | Główny budulec chmury                                                           | Opady oraz zjawiska towarzyszące chmurze                                                                                                  |
| -------------------- | ----------- | ---------------------------------------- | ---------------------------------------- | -------------------- | -------- | ------------------------------------------------------------------------------- | --- |
| Altocumulus          | Ac          | średnia kłębiasta                        | średnie                                  |                      |          | krople wody                                                                     | |
| Altostratus          | As          | średnia warstwowa                        | średnie                                  |                      |          | krople wody i kryształki lodu                                                   | przy większej grubości chmur – opad drobnego deszczu lub śniegu                                                                           |
| Cirrus               | Ci          | pierzasta                                | wysokie                                  |                      |          | kryształki lodu                                                                 | |
| Cirrocumulus         | Cc          | pierzasto-kłębiasta, pierzasta kłębiasta | wysokie                                  |                      |          | kryształki lodu                                                                 | |
| Cirrostratus         | Cs          | pierzasto-warstwowa, pierzasta warstwowa | wysokie                                  |                      |          | kryształki lodu                                                                 | |
| Cumulus              | Cu          | kłębiasta                                | niskie z pewnymi cechami budowy pionowej | lub                  |          | krople wody                                                                     | te najwyżej rozbudowane pionowo dają małe lub umiarkowane opady deszczu                                                                   |
| Cumulonimbus         | Cb          | kłębiasto-deszczowa, kłębiasta deszczowa | niskie, średnie, wysokie                 |                      |          | krople wody (w dolnej części chmury) i kryształki lodu (w górnej części chmury) | zwykle intensywne, czasami gwałtowne opady deszczu, śniegu, gradu; u gatunku capillatus opadom towarzyszą wyładowania elektryczne (burze) |
| Nimbostratus         | Ns          | warstwowo-deszczowa, warstwowa deszczowa | niskie z pewnymi cechami budowy pionowej |                      |          | krople wody i kryształki lodu                                                   | ciągły opad deszczu lub śniegu |
| Stratus              | St          | warstwowa                                | niskie                                   |                      |          | krople wody                                                                     | często mżawka lub śnieg ziarnisty |
| Stratocumulus        | Sc          | kłębiasto-warstwowa, kłębiasta warstwowa | niskie                                   |                      |          | krople wody                                                                     | niekiedy niewielkie opady deszczu lub virga                                                                                               |

## Klasyfikacja chmur
Wymienione w tabeli gatunki i formy specjalne uszeregowano według częstości występowania.
| Rodzaj chmur  | Gatunki                                               | Odmiany                                                                | Formy specjalne i zjawiska towarzyszące chmurze                                   | Przykład                              |
| ------------- | ----------------------------------------------------- | ---------------------------------------------------------------------- | --------------------------------------------------------------------------------- | ------------------------------------- |
| Cirrus        | fibratus uncinus spissatus castellanus floccus        | intortus radiatus vertebratus duplicatus                               | mamma fluctus                                                                     | Cirrus fibratus vertebratus           |
| Cirrocumulus  | stratiformis lenticularis castellanus floccus         | undulatus lacunosus                                                    | virga mamma cavum                                                                 | Cirrocumulus stratiformis             |
| Cirrostratus  | fibratus nebulosus                                    | duplicatus undulatus                                                   |                                                                                   | Cirrostratus nebulosus undulatus      |
| Altocumulus   | stratiformis lenticularis castellanus floccus volutus | translucidus perlucidus opacus duplicatus undulatus radiatus lacunosus | virga mamma cavum fluctus asperitas                                               | Altocumulus stratiformis perlucidus   |
| Altostratus   |                                                       | translucidus opacus duplicatus undulatus radiatus                      | virga praecipitatio pannus mamma                                                  | Altostratus translucidus              |
| Stratocumulus | stratiformis lenticularis castellanus floccus volutus | translucidus perlucidus opacus duplicatus undulatus radiatus lacunosus | virga mamma praecipitatio fluctus asperitas cavum                                 | Stratocumulus stratiformis perlucidus |
| Stratus       | nebulosus fractus                                     | opacus translucidus undulatus                                          | praecipitatio fluctus                                                             | Stratus fractus zbliżony do nebulosus |
| Cumulus       | humilis mediocris congestus fractus                   | radiatus                                                               | virga praecipitatio pileus velum arcus pannus fluctus tuba                        | Cumulus humilis                       |
| Nimbostratus  |                                                       |                                                                        | praecipitatio virga pannus                                                        | Nimbostratus                          |
| Cumulonimbus  | calvus capillatus                                     |                                                                        | praecipitatio virga pannus incus mamma pileus velum arcus murus cauda flumen tuba | Cumulonimbus capillatus incus         |

## Chmury macierzyste –genitus
- altocumulogenitus (acgen) – utworzony przez częściową transformację chmury altocumulus;
- altostratogenitus (asgen) – utworzony przez częściową transformację chmury altostratus;
- cirrogenitus – utworzony przez częściową transformację cirrus;
- cirrocumulogenitus (ccgen) – utworzony przez częściową transformację cirrocumulus;
- cirrostratogenitus – utworzony przez częściową transformację cirrostratus;
- cumulogenitus (cugen) – utworzony przez częściową transformację cumulus;
- cumulonimbogenitus (cbgen) – utworzony przez częściową transformację cumulonimbus;
- nimbostratogenitus (nsgen) – utworzony przez częściową transformację nimbostratus;
- stratogenitus – utworzony przez częściową transformację stratus;
- stratocumulogenitus (scgen) – utworzony przez częściową transformację stratocumulus.

## Chmury na innych planetach

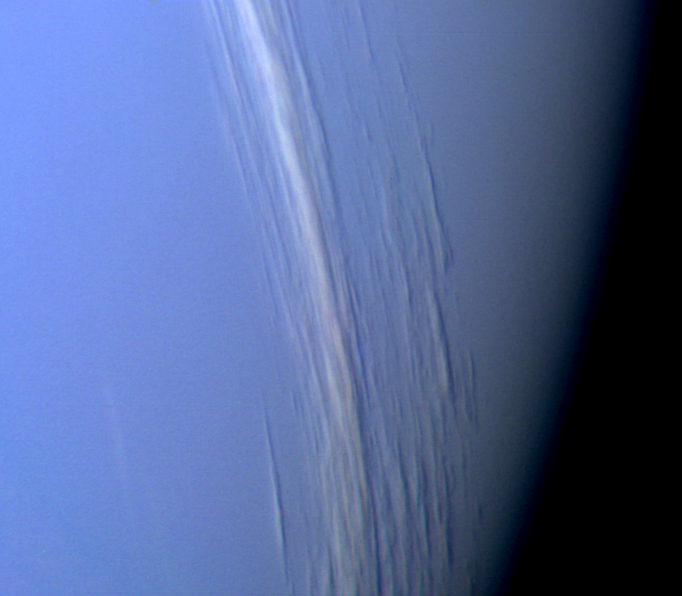
Chmury na Neptunie

W Układzie Słonecznym każda planeta, która utrzymuje dostatecznie gęstą atmosferę, posiada specyficzne chmury.
Chmury na Wenus są całe zbudowane z kropelek kwasu siarkowego, a przy tym są tak gęste, że odbijają większość padającego na nie promieniowania słonecznego. Uniemożliwiają one również ucieczkę promieniowania z powierzchni planety, czego konsekwencją jest olbrzymi efekt cieplarniany.
Mars posiada wysokie cienkie chmury zbudowane z lodu.
Jowisz i Saturn w najwyższej części atmosfery posiadają chmury zbudowane z amoniaku, w części środkowej atmosfery chmury składają się głównie z wodorosiarczku amonu, a w najniższej istnieją chmury wodne.
Księżyc Saturna Tytan posiada chmury zbudowane z azotu, metanu i prostych związków organicznych.
Uran i Neptun posiadają atmosfery zdominowane przez chmury metanu.